# Aaadonta pelewana
Aaadonta pelewana је пуж из реда Stylommatophora и фамилије Endodontidae. 

## Угроженост
Подаци о распрострањености ове врсте су недовољни.

## Распрострањење
Ареал врсте је ограничен на једну државу. 
Палау је једино познато природно станиште врсте.